# 東海ラジオ放送のアニメ・声優系の番組
東海ラジオ放送のアニメ・声優系の番組（とうかいラジオほうそうのアニメ・せいゆうけいのばんぐみ）は、東海ラジオ放送（以下東海ラジオ）で放送しているアニラジ枠について記載している。関東・関西地区でアニラジを集中的に放送している放送局に関しては、枠愛称が付いているが、東海ラジオに関しては、そのような名称が現在もない。

## 概要
主に日曜日の放送となっている。過去には平日（主に未明1-2時台。かつては主に22-23時台および未明0時台）や土曜日にも放送があった。
2025年4月時点では自社制作番組ならびに外部制作会社配給番組のみ放送しているが、過去には文化放送・ラジオ大阪・ラジオ関西・FM-FUJI・ニッポン放送・TBSラジオ・Nack5・ラジオ日本・東北放送・KBS京都制作の番組もネットしていた。
最も長期間続いた番組は2009年10月に終了した『mamiのRADIかるコミュニケーション』（1984年 - 2009年）。
主にアニソン歌手・声優・ゲーム関連の番組等で構成されている。過去にはアナウンサーが担当したこともある。かつて、一部番組（後述）で主に愛知県内のイベントで公開録音が行われたことがある。
1999年の平日の夜ワイド枠が在京局からのネット受けになった頃から2010年代頃までは週末中心に編成されていた。なお週末中心の構成に移行したのは、平日に地元局やネット局の帯番組が多く枠を確保できないため、自然と固まった結果であると編成担当者は語っている。
2015年以降キングレコード（正確にはキング・アミューズメント・クリエイティブ本部）提供番組のネット打ち切りや番組終了が相次ぎ、空いた枠も自社制作の一般番組枠に充当された結果、全体の番組本数が年々減少。2021年4月の改編で箱番組4本（うち2本が自社制作）のみとなった。対照的に競合局のCBCラジオは自社制作を中心としてアニラジの強化を進めており、東海ラジオとしての編成上の独自性は失われつつある。土曜深夜のゾーン枠についても事実上、2021年4月に形成された『歌謡曲主義〜暁〜』（演歌歌手等がパーソナリティを務める自社制作番組のゾーン）に取って代わられている。
2022年春の改編において、存続している4番組を日曜深夜から月曜未明にかけての時間帯に集約し、23:00 - 翌1:00の2時間のゾーン編成となった。同年秋に東海ラジオは「オトナのミュージックステーション」を掲げた大規模な改編を実施したが、当該各番組については影響を受けず継続となった。
2023年春の改編では自社制作の本数に変化はないものの、既存の平日深夜の文化放送からの同時ネット枠がA&G枠（2時台は「超!A&G+ピックアップ」と題した、超A&G+のコンテンツの地上波再配信。ただし木曜は同年7月のVtuber関連番組開始により、このゾーンから外れた）に置き換えられることになり、結果として東海ラジオでのアニラジの本数は再度増加することになった。秋改編も引き続き平日深夜の同時ネットを続けるが、「超!A&G+ピックアップ」枠が解体されゲームカルチャー系のオリジナル番組が増加した一方、火曜未明（月曜深夜）を始め一部の放送枠はI&C番組枠に置き換えられたほか、東海ラジオ側の方針で水曜未明1:00 - 1:30枠（火曜深夜）のみ同時ネットを解消したため、該当番組の本数は半減。結局、2024年春の改編で、平日深夜の文化放送からの同時ネットが取りやめられ、当該時間帯の自社制作が再開されることになったため(自社制作番組の中にアニラジは含まれていない)、2023年3月以前の状態に戻ることになった。
2025年春の改編で『水樹奈々 スマイルギャング』のネットが打ち切られたことにより、他局制作分のネット番組が全廃されると同時に、キングレコード提供番組も自社が幹事局となる『angelaのsparking!talking!show!』のみとなった。なお、空いた枠については自社制作による新規アニラジ番組を立ち上げて埋め合わせる。

### 野球中継等との関係性
週末の番組については、『東海ラジオ ガッツナイター』の放送内容次第で時間繰り下げや休止などになることがある。中日戦がデーゲームまたは組まれていない場合、ないしはナゴヤドーム以外の主催試合及び敵地試合が雨天中止になる場合、文化放送配給によるNRN全国ネット中継をネットする。また、2010年からはデーゲーム中継があった場合、ナイター中継は定刻終了もしくは休止となるため、各番組への影響はなくなる。ただし延長になった場合、そこで放送する予定の番組が夜9時以降に繰り下がることがあり、その場合は玉突きで放送時間が繰り下がる場合もある。
ただし、前述のようにアニラジ自体が減少傾向になってからは、置き換えで放送されている自社製作の一般番組を順次休止措置とすることが多いため、時間繰り下げとなるケースは減った。また、繰り下げを避けるために予め放送時間を遅い時間帯に変更するケースもある。

## 放送中の番組
太字は自社製作番組。
| 番組名                          | 放送時間                     | 備考                                     |
| ------------------------------- | ---------------------------- | ---------------------------------------- |
| angelaのsparking!talking!show!  | 日曜 23:00 - 23:30           | ネット局のラジオ関西では1日先行して放送  |
| アニマニオンエア!               | 日曜 23:30 - 翌0:00          |                                          |
| 畠中祐・悠太のポン☆コツ再生工場 | 月曜 0:00 - 0:30（日曜深夜） |                                          |
| 高橋直純のトラブルメーカー      | 月曜 0:30 - 1:00（日曜深夜） | リアライズレコード制作（特定キー局なし） |

この他に平日朝の自社制作ワイド番組「GRooVE929」内で毎日7:30から「下川みくにのMIRAIにエール！」が放送されている。

## 過去の番組
●印はキングレコード提供番組(放送期間中にスポンサーを降板した事例も含む)。

### 他社製作
上記A&Gゾーンの番組以外では深夜に帯で放送され当局にもネットされたワイド番組で週に1~2日程度声優やアニソン歌手が担当した事例が複数あった。

## 過去の特別番組
- 真帆良学園中等部2-A　課外授業　in 鈴鹿サーキット(2005年7月23日)
  - パーソナリティ：神田朱未・野中藍
  - 2007年にangelaが鈴鹿8時間耐久ロードレースに参加している。
- 愛・地球博　東海ラジオスペシャル　WE LOVE THE EARTH(2005年8月21日)
  - パーソナリティ：小森まなみ・内藤寛・米倉千尋・美郷あき・angela他
  - アイノホシ〜Love the Earth〜が愛・地球博のテーマソングとなった。

## 公開録音番組

### 名古屋城
- mamiのRADIかるコミュニケーション（名古屋城宵まつり）
- 米倉千尋のSMILE GO HAPPY（名古屋城宵まつり）
- 國府田マリ子の寝不足ラジオ〜夢はそらいろ〜（新世紀・名古屋城博）
  - パーソナリティ：國府田マリ子
  - ゲスト：南かおり

※名古屋城夏祭り時代のものは青春タコ少女#関連項目を参照。

### 日本モンキーパーク
- 大アニメ博覧会
- TV GAME RADIONS R

### その他
- mamiのRADIかるコミュニケーション（レインボーホール）
- TV Game Radions Air special Go Go（名古屋港湾会館）
- angelaのsparking!talking!show!（愛知県知多郡美浜町・小野浦海水浴場）

### 放送局関連
- 文化放送A&Gゾーン（文化放送）
- 1314 V-STATION（ラジオ大阪）
- アニたまどっとコム（ラジオ関西）